# Роу, Розалин
Розалин Роу (Корнетт) (англ. Rosalind Cornett, урожденная "Роу"; 14 апреля 1933, Марилебон, Великобритания — 15 июня 2015, там же) —  британская спортсменка, неоднократная победительница и призёр чемпионатов мира по настольному теннису.

## Спортивная карьера
Родилась в семье футболиста-любителя Вивьена Роу.
С 1951 по 1955 гг. участвовала во всех пяти чемпионатах мира и каждый раз выигрывала по крайней мере две медали. В 1951 и 1954 годах она завоевывала со своей сестрой-близнецом Диана Роу золотую медаль в парном разряде. В 1952 в 1953 и 1955 гг. сестры становились серебряными призёрами в той же дисциплине. В 1961 г. она выиграла свой единственный титул на британском чемпионате, когда первенствовала в парном разряде событие с Джилл Миллс-Рук.
В мировом рейтинге ITTF в 1953 и 1955 гг. занимала третью позицию.
В 1955 году спортсменки издали книгу «Близнецы в настольном теннисе». В том же году она вышла замуж за Джека Корнетта. У неё было трое детей.
В 70-х годах она переехала в графство Кент и стала участвовать в соревнованиях по гольфу, но одновременно продолжала интересоваться соревнованиями по настольному теннису.